# Canal Kirke

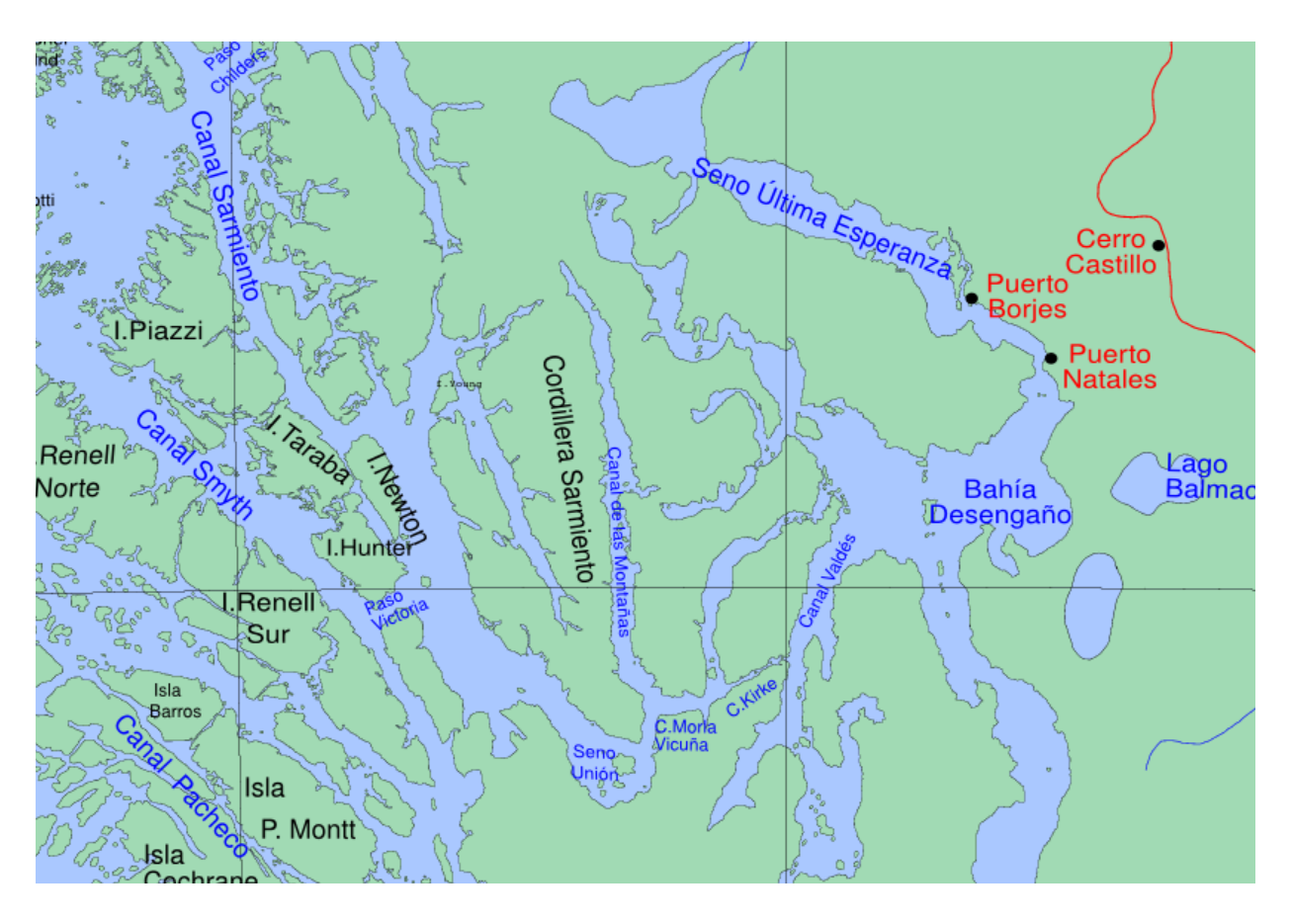
Ubicación del canal Kirke, al suroeste de Puerto Natales.

El canal Kirke es un canal patagónico colateral principal de la Patagonia chilena. Está ubicado en la XII Región de Magallanes y la Antártica Chilena. Es la continuación del canal Morla Vicuña y forma parte del acceso marítimo a Puerto Natales, ciudad capital de la provincia de Última Esperanza. Este canal era navegado por el pueblo kawésqar desde hace aproximadamente 6.000 años hasta fines del siglo XX, pues habitaban en sus costas.
Su nombre es en reconocimiento de uno de los oficiales del HMS “Beagle” nave que entre 1826 y 1835, al mando de Pringle Stokes inicialmente y luego de Robert Fitz Roy efectuó levantamientos hidrográficos en la zona.

## Inicio y término
Comienza por el oeste en 52°07′00″S 73°07′00″O / -52.11667, -73.11667 en la enfilación de la punta Boca por el norte y la punta Kirke Sur por el sur. Termina por al este en 52°05′00″S 73°00′00″O / -52.08333, -73.00000 en la alineación de la isla Norte con la punta Entrada.  Comunica el canal Morla Vicuña con el canal Valdés y el golfo Almirante Montt. Su dirección general es hacia el ENE y su largo es de 6 millas marinas.

## Orografía y navegabilidad
Este canal separa la costa sur de la isla Diego Portales del lado norte de la península Vicuña Mackenna. 
La isla Diego Portales es muy hermosa por su vegetación y los dos cordones de cerros que la conforman. Marca el límite entre la región insular y la región pampeana. Entre sus cerros destacan el Diego y el Portales que terminan en agudos y nevados picos, ambos sobre los mil doscientos metros de altura.
Sus costas son limpias excepto en tres puntos en que hay bajos balizados por sargazos. En el extremo oriental se encuentra la angostura Kirke que deja sólo 50 metros de ancho navegable, esta angostura y las fuertes corrientes que se experimentan en ella son las principales dificultades para la navegación de este canal, el que obligatoriamente debe navegarse con un práctico regional.

### Corrientes de marea
Las mareas, la estoa y las corrientes de marea son muy irregulares. Las corrientes de marea en la angostura Kirke alcanzan normalmente de 8 a 10 nudos de intensidad máxima.

### Señalización marítima
Para facilitar la navegación del canal y en especial de la angostura Kirke se han instalado varias balizas y enfilaciones, además se instaló un correntómetro en la Isla Merino el cual transmite en voz, con salida VHF en canal 10, y en tiempo real, información fundamental para la navegación, como datos meteorológicos y de corrientes con al menos 20 kilómetros de antelación para poder navegar con mayor seguridad.

## Proyecto de ensanche
Justificado en las restricciones que imponen las angosturas del canal Kirke impiden la llegada de naves de eslora mayor a los 150 m y 6,5 m de calado, por lo que la mayoría de los cruceros no pueden acceder a la provincia de Última Esperanza vía Puerto Natales, se ha proyectado ensanchar el canal, iniciativa ya contemplada en la Ley 19.606 (conocida como Ley Austral) de 1999 y formó parte del Plan Especial de Zonas Extremas de Magallanes PEDZE, bajo el gobierno de Michelle Bachelet. El proyecto, que ingresó al Servicio de Evaluación Ambiental el 19 de diciembre de 2017 y obtuvo su resolución de calificación ambiental el 9 de julio de 2021, tiene como objeto ejecutar obras de ensanche que permitan la navegación en condiciones de seguridad de naves que requieran pasar por el canal, interviniendo 90 493 m3 de roca, lo que representa una superficie de 14 162 m2 de obras sumergidas y de 553 m2 de obras terrestres. El material removido será vertido en el mismo canal a 115 metros de profundidad, modificando la línea costera en las áreas de Punta Restinga e Isla Merino y efectuando labores de dragado. La iniciativa también contempla la tala de bosque nativo de coigües, canelos y tepú en el sector de Punta Restinga.
El canal Kirke además se encuentra emplazado en dos áreas protegidas del Estado: el Parque y Reserva Nacional Kawésqar y en el ECMPO (Espacio Costero Marino de Pueblos Originarios) Península Muñoz Gamero, de la comunidad kawésqar Aswal La Jep. El lugar es considerado sagrado para el pueblo kawésqar, quienes se oponen al proyecto, al igual que la comunidad científica, por el impacto en la biodiversidad en el área del canal, la contaminación acústica por presión sonora subacuática y la entrada de agua salada hacia el golfo Almirante Montt y la salida de agua dulce hacia el oeste, alterando los patrones oceanográficos de la zona y a sus comunidades bentónicas.